# سكوت بروت
سكوت بروت (بالإنجليزية: Scott Pruitt)‏ هو محامي وسياسي أمريكي، ولد في 9 مايو 1968 في دانفيل في الولايات المتحدة. حزبياً، نشط في الحزب الجمهوري. وقد انتخب مدير وكالة حماية البيئة (17 فبراير 2017 – ) وانتخب عضو مجلس ولاية أوكلاهوما وانتخب Attorney General of Oklahoma ‏ (10 يناير 2011 – 17 فبراير 2017).

## وصلات خارجية
- سكوت بروت على موقع مونزينجر (الألمانية)

- الموقع الرسمي